# Liste der Pfarrer an der Kirche St. Blasii (Nordhausen)
Dies ist eine Liste der Pfarrer und anderer Amtsträger, die an der Kirche St. Blasii nach der Reformation tätig waren.

## Pfarrer
Von 1296 bis 1309 wirkte Friedrich von Bila als Pfarrer der Kirche, bevor er Dechant am Nordhäuser Dom wurde. Er starb am 26. Juni 1327 in Nordhausen. Der letzte Pfarrer vor der Reformation hieß Neckerkolb.
Seit der Reformation wirkten 30 Pfarrer an der Kirche.
| Name                             | Zeit      | Lebensdaten                            | Bemerkungen |
| -------------------------------- | --------- | -------------------------------------- | --- |
| Mag. Johann Spangenberg          | 1524–1546 | 29. März 1484 – 13. Juni 1550          | |
| Mag. Andreas Poach               | 1546–1550 | um 1515 – 2. April 1585                | |
| Mag. Jacob Sybold                | 1550–1575 | † 1575                                 | aus Frankenhausen |
| Johann Rindfras                  | 1575–1594 | † 1598                                 | 1558–1575 Diakon der Kirche                                                                                           |
| Mag. Zacharias Muthesius         | 1594–1597 | † 1597                                 | aus Buttstädt, vor 1594 Superintendent zu Brandenburg und Diakon in Jena, des Kryptocalvinismus verdächtigt           |
| Mag. Johann Terellius            | 1597–1600 |                                        | aus Laubach, ordiniert am 16. September 1597, nach 1600 Pfarrer in Halberstadt, des Kryptocalvinismus verdächtigt     |
| Mag. Johann Sandhagen            | 1601–1623 | 1571 – 14. September 1623              | aus Borgholzhausen, 1598 Rektor, Epitaph in der Kirche, am 2. Januar 1601 ordiniert                                   |
| Johann Emdenius                  | 1623–1626 | † 19. Oktober 1650                     | aus Magdeburg, 1616 Kantor und Diakon zu Kelbra, 1620–1623 Diakon an St. Nikolai, 1626–1650 Pfarrer daselbst          |
| Mag. Johann Martini              | 1626–1633 | † 1633                                 | aus dem Vogtland, |
| Johann Pfeifer                   | 1633–1646 | † 1646                                 | aus St. Andreasberg, 1626–1633 Pfarrer an St. Petri                                                                   |
| Christoph Kirchberger            | 1646–1660 | † 1663                                 | aus St. Andreasberg, vor 1646 Rektor in Ellrich und 1660 Pfarrer in Bellstedt, 1624–1646 Diakon an St. Nikolai        |
| Johann Sandhagen                 | 1663–1664 | 25. Juni 1608 – 11. Januar 1664        | 1635 Konrektor in Ilfeld, 1637–1663 Diakon in St. Blasii, Epitaph in der Kirche                                       |
| Mag. Michael Christian Tieroff   | 1664–1669 | † 17. April 1682                       | aus Nordhausen, Superintendent der Grafschaft Hohnstein, Pfarrer in Jena, 1669–1682 Pfarrer an St. Nikolai            |
| Mag. Andreas Offney              | 1669–1684 | 12. September 1631 – 7. September 1684 | am 12. September 1663 ordiniert, 1663–1669 Diakon der Kirche, in der Kirche begraben                                  |
| Johann Georg Titius              | 1684–1706 | September 1658 – 28. August 1709       | Schwiegersohn des Vorigen, am 11. Mai 1683 ordiniert, ab 1683–1684 Diakon der Kirche, später Domprediger zu Magdeburg |
| Mag. Johann Heinrich Kindervater | 1706–1726 | 4. April 1675 – 2. Oktober 1726        | aus Kelbra, 1703 Pfarrer der Reglerkirche Erfurt, Verwalter des Waisenhauses                                          |
| Franz Ernst Strecker             | 1727–1739 |                                        | aus Gudersleben |
| Andreas Mauritius Gohr           | 1740–1743 |                                        | aus Falkenberg (Pommern)                                                                                              |
| Joachim Dietrich Birnschein      | 1743–1754 |                                        | aus Rackenthin (Priegnitz), zuvor 1723–1743 Diakon an St. Blasii                                                      |
| Johann Philipp Friedrich Lesser  | 1754–1782 | 19. September 1718 – 13. August 1782   | Inspektor des Gymnasiums, Konsistorial-Assessor, 1743–1754 Diakon an St. Blasii                                       |
| Johann Andreas Gottlieb Stein    | 1783–1785 |                                        | aus Nordhausen |
| Johann Philipp Grabe             | 1786–1803 |                                        | aus Nordhausen |
| Ernst Christian Wilhelm Lesser   | 1807–1830 | 28. April 1759 – 18. März 1836         | Pfarrer an St. Martini, 1783–1806 Diakon an St. Blasii                                                                |
| Johann Friedrich Wilhelm Wagner  | 1830–1841 |                                        | aus Uftrungen |
| Daniel August Silkrodt           | 1841–1870 | 27. August 1797 (?) – 11. Juni 1878    | aus Bleicherode, 1827–1841 Pfarrer an St. Maria im Tale, am 8. August 1841 in sein Amt eingeführt                     |
| Curt Rothmann                    | 1871–1890 |                                        | Herkunft unbekannt |
| Rudolf Horn                      | 1890–1925 |                                        | Herkunft unbekannt |
| Friedrich Trautmann              | 1925–1958 | 6. Oktober 1890 – 8. Juli 1967         | aus Dietzenbach |
| Günter Donath                    | 1959–1992 | 1. März 1927 – 12. Januar 1993         | aus Halle, 1953 Hilfsprediger in Zschornewitz                                                                         |
| Peter Lipski                     | 1994–2015 |                                        | |

## Diakone
| Name                            | Zeit      | Lebensdaten                            | Bemerkungen |
| ------------------------------- | --------- | -------------------------------------- | --- |
| Mag. Andreas Ernst              | 1524–1539 |                                        | |
| Mag. Leonhardt Jacobi           | 1542–1544 |                                        | |
| Ambrosius Lucanus               | um 1544   |                                        | |
| Laurentius Thünger              | 1551–1555 |                                        | |
| Johann Fuß                      | 1555–1556 | † 1565                                 | 1556–1565 Pfarrer an St. Petri                                                                                         |
| Mag. Liborius Stollberg         | 1556–1557 |                                        | 1567 Pfarrer in Kölleda                                                                                                |
| Johann Rindfras                 | 1558–1575 |                                        | 1575–1594 Pfarrer der Kirche                                                                                           |
| Joachim Mischt                  | 1581–1583 | † 1584                                 | 1576 Pfarrer in Rottleberode, 1583–1584 Pfarrer an St. Maria im Tale                                                   |
| Valentin Thelemann              | 1583–1584 | † 17. November 1598                    | aus Steinbrücken, vor 1583 Pfarrer in Ichstedt, Immenrode und Straußberg, 1584–1598 Pfarrer an St. Maria im Tale       |
| Mag. Johannes Rieger            | 1584–1589 |                                        | 1583–1584 Diakon an St. Petri, ab 1589 Pfarrer an St. Maria auf dem Berg, nach 1597 Pfarrer in Schernberg              |
| Heinrich Goldhorn               | 1589–1600 |                                        | vor 1589 Pfarrer in Westgreußen                                                                                        |
| Johann Kühne                    | 1600–1603 |                                        | ab 1603 Pfarrer in Auleben                                                                                             |
| Matthäus Michel                 | 1603–1608 | † 11. Mai 1608                         | 1586 Pfarrer in Sülzhayn                                                                                               |
| Mag. Christoph Glaser           | 1608–1611 | † 1611                                 | |
| Andreas Rosa                    | 1611–1626 | † 1626                                 | vor 1611 Quartus der Stadtschule                                                                                       |
| Benedikt Lesche                 | 1626–1635 | † 24. August 1663                      | 1635–1646 Pfarrer an St. Maria im Tale, 1646–1650 Diakon an St. Nikolai, 1650–1663 Pfarrer daselbst                    |
| Johann Sandhagen                | 1637–1663 | 25. Juni 1608 – 11. Januar 1664        | 1635 Konrektor in Ilfeld, 1663–1664 Pfarrer in St. Blasii, Epitaph in der Kirche                                       |
| Mag. Andreas Offney             | 1663–1669 | 12. September 1631 – 7. September 1684 | am 12. September 1663 ordiniert, 1669–1684 Pfarrer an St. Blasii, in der Kirche begraben                               |
| Johann Sandhagen                | 1670–1682 | September 1638 – 11. November 1682     | starb an der Pest |
| Johann Georg Titius             | 1683–1684 | September 1658 – 28. August 1709       | erhält als Kind die Nottaufe, am 11. Mai 1683 ordiniert, 1684–1706 Pfarrer der Kirche, später Domprediger zu Magdeburg |
| Johann Andreas Teuerkauf        | 1685–1696 |                                        | 1683–1685 Diakon an St. Petri                                                                                          |
| Johann Martin Riedel            | 1696–1712 | † 15. Juni 1712                        | stirbt in seiner Heimat Kindelbrück                                                                                    |
| Johann Jakob Kiesewetter        | 1712–1726 |                                        | am 8. Oktober 1712 ordiniert                                                                                           |
| Johann Christoph Tebel          | 1727      |                                        | |
| Laurentius Hegemann             | 1727–1728 |                                        | |
| Joachim Dietrich Birnschein     | 1729–1743 |                                        | 1743–1754 Pfarrer an St. Blasii                                                                                        |
| Johann Philipp Friedrich Lesser | 1743–1754 | 19. September 1718 – 13. August 1782   | Inspektor des Gymnasiums, Konsistorial-Assessor, 1754–1782 Pfarrer an St. Blasii                                       |
| Samuel Jakob Zober              | 1754–1777 |                                        | |
| Johann Andreas Gottlieb Stein   | 1778–1783 |                                        | |
| Ernst Christian Wilhelm Lesser  | 1783–1806 | 28. April 1759 – 18. März 1836         | Pfarrer an St. Martini, 1807–1830 Pfarrer an St. Blasii                                                                |

1806 wurde das Diakonat aufgelöst.

## Aeditui
| Name                      | Zeit     | Lebensdaten         | Bemerkungen                                                                                                |
| ------------------------- | -------- | ------------------- | --- |
| Conradus Schone           | bis 1598 | † 1598              | |
| Joachim Kanngießer        | bis 1611 | † 1611              | |
| Valentin Koch             | ab 1612  | † 17. Dezember 1642 | aus Bleicherode, 1608–1612 Aedituus an St. Maria im Tale und an 1618 an St. Jacobi, Sextus der Stadtschule |
| Valentinus Koch           | ab 1643  |                     | Sextus der Stadtschule, Pfarrer in Salza                                                                   |
| Joachim Schade            | ab 1651  | † 16. Januar 1678   | vorher Schulmeister zu Brücken                                                                             |
| Andreas Nicolaus Hetschel | ab 1678  | † 22. März 1723     | aus Sangerhausen                                                                                           |
| Georg Julius Schröter     | ab 1723  |                     | |